# Obregonia denegrii
Obregonia denegrii ist die einzige Pflanzenart der monotypischen Gattung Obregonia in der Familie der Kakteengewächse (Cactaceae). Der botanische Name wurde zu Ehren des damaligen mexikanischen Präsidenten Álvaro Obregón vergeben.  Das Epitheton der Art ehrt den mexikanischen Politiker Ramón P. de Negri. Die Einheimischen bezeichnen die Art in der spanischen Verkleinerungsform des Gattungsnamens als „Obregonita“. Ein im Englischen gebräuchlicher Trivialname ist „Artichoke Cactus“. 
Die Gattung ist ausschließlich in einem kleinen Gebiet im mexikanischen Tal von Jaumave verbreitet und gilt als gefährdet.

## Beschreibung

### Vegetative Merkmale
Obregonia denegrii wächst meist einzeln mit fast kugelförmigen, grünlich braunen, an der Spitze eingesenkten Trieben, die kaum aus dem Boden herausragen, und besitzt große spindelförmige Wurzeln. Sie erreichen Wuchshöhen von 1 bis 6 Zentimetern und Durchmesser von 2,5 bis 20 Zentimetern (selten bis 30 Zentimeter). Rippen sind nicht vorhanden. Die glatten, festen und derben abstehenden Warzen sind spiralförmig angeordnet. Sie stehen an der Basis gedrängt, sind an der Unterseite gerundet und nach oben hin zugespitzt. Die Warzen sind 5 bis 15 Millimeter lang und an ihrer Basis 7 bis 15 Millimeter breit. Auf ihren Spitzen sitzen die anfangs bewollten Areolen, die später verkahlen. Die den Areolen entspringenden drei bis vier weißlich braunen, etwas biegsamen Dornen sind abstehend oder leicht gebogen und 5 bis 15 Millimeter lang. Die Dornen sind häufig nicht ausdauernd und fallen ab.

### Blüten
Die an der Triebspitze aus jungen Areolen erscheinenden Blüten öffnen sich am Tag. Sie sind 2 bis 2,5 Zentimeter lang und weisen Durchmesser von 1 bis 2,5 Zentimeter auf. Das Perikarpell ist kahl. Die äußeren Blütenhüllblätter besitzen einen bräunlich roten Mittelstreifen und einen weißlichen Rand. Sie sind ganzrandig und zugespitzt. Die größten von ihnen sind elliptisch geformt, 7 bis 10 Millimeter lang und 1 bis 1,5 Millimeter breit. Die weißen inneren Blütenhüllblätter sind ebenfalls ganzrandig, zugespitzt und die größten von ihnen elliptisch mit einer Länge von 8 bis 14 Millimetern und einer Breite von 1 bis 1,5 Millimetern.
Die Staubbeutel sind gelb, der Griffel weiß und 10 bis 13 Millimeter lang. Die vierteilige grünlich weiße Narbe hat eine Länge von 0,5 bis 1 Millimetern. Der Fruchtknoten ist zur Blütezeit kahl.

### Früchte und Samen
Die keulenförmigen, weißlich braunen, kahlen Früchte sind anfangs fleischig und vertrocknen bei der Reife. Sie sind 16 bis 25 Millimeter lang und weisen Durchmesser von 3 bis 6 Millimeter auf. Nur selten haftet an ihnen ein Blütenrest. Die Früchte enthalten birnenförmige schwarze Samen, die  1 bis 1,4 Millimeter lang sind sowie 0,7 bis 1 Millimeter Durchmesser erreichen. Die Samenschale ist fein gewarzt, das Hilum schmal dreieckig. Der eiförmige Keimling ist hochsukkulent. Die Früchte besitzen keinen Öffnungsmechanismus. Sie verwittern an der Pflanze und setzen so die Samen frei.

### Genetik
Die Basischromosomenzahl der Gattung entspricht mit {\displaystyle x=11} der aller Kakteengewächse.

## Ökologie
Die Blütezeit reicht vom Mai bis in den September. Die Früchte reifen gegen Ende des Winters bzw. zu Beginn des Frühlings. Die Früchte besitzen keinen Öffnungsmechanismus. Sie verwittern an der Pflanze und setzen so die Samen frei. Über die Bestäuber und die Ausbreitung der Samen gibt es keine Angaben.

## Verbreitung und Standorte

Das Verbreitungsgebiet von Obregonia denegrii ist auf das Tal von Jaumave im mexikanischen Bundesstaat Tamaulipas beschränkt.

Die Pflanzen kommen ausschließlich im Tal von Jaumave im Bundesstaat Tamaulipas in Mexiko vor. Auf einer Fläche von 350 km² existieren fünf einzelne Populationen mit insgesamt weniger als 5000 Exemplaren. Die Pflanzen wachsen an Hängen auf stark verwittertem Lehm und Kalkschotter, meist im Schatten von Sträuchern. Als Begleitvegetation sind Jatropha spathulata, Prosopis juliflora, Acacia farnesiana, Yucca filifera, Cordia boissieri sowie die Kakteenarten Opuntia engelmannii, Cylindropuntia leptocaulis, verschiedene Mammillaria-Arten, Coryphantha palmeri, Neolloydia grandiflora und Ariocarpus trigonus vorhanden.

## Systematik
Die ersten Pflanzen wurden 1923 von Alberto Vojtěch Frič und Marcelino Castañeda gefunden. Die Erstbeschreibung der Gattung und ihrer einzigen Art erfolgte 1925 durch Alberto Vojtěch Frič. Obregonia denegrii wird innerhalb der Familie der Kakteengewächse in die Tribus Cacteae eingeordnet. Die Typifizierung erfolgte 1967 durch Edward Frederick Anderson, der ein 1924 von Frič an Joseph Nelson Rose geschicktes Exemplar zum Lektotypus bestimmte. Dieser Herbarbeleg wird im United States National Herbarium aufbewahrt.
Molekulargenetische Untersuchungen ergaben eine enge Verwandtschaft zu den Gattungen Lophophora und Acharagma.
|  | \| \| Acharagma aguirreanum \| \| \| \| \| \| Acharagma roseanum \| \| \| \| |
|  |                                                                              |
|  | Lophophora diffusa                                                           |
|  |                                                                              |
|  | Acharagma aguirreanum                                                        |
|  |                                                                              |
|  | Acharagma roseanum                                                           |
|  |                                                                              |

|  | Acharagma aguirreanum |
|  |                       |
|  | Acharagma roseanum    |
|  |                       |

|  | Lophophora williamsii |
|  |                       |
|  | Obregonia denegrii    |
|  |                       |

|  | \| \| Acharagma aguirreanum \| \| \| \| \| \| Acharagma roseanum \| \| \| \| |
|  |                                                                              |
|  | Lophophora diffusa                                                           |
|  |                                                                              |
|  | Acharagma aguirreanum                                                        |
|  |                                                                              |
|  | Acharagma roseanum                                                           |
|  |                                                                              |

|  | Acharagma aguirreanum |
|  |                       |
|  | Acharagma roseanum    |
|  |                       |

|  | Lophophora williamsii |
|  |                       |
|  | Obregonia denegrii    |
|  |                       |

Synonyme sind Ariocarpus denegrii (Frič) W.T.Marshall und Strombocactus denegrii (Frič) G.D.Rowley.

## Inhaltsstoffe
Bezogen auf die Trockenmasse wurden in Obregonia denegrii 0,003 % Tyramin, 0,002 % Hordenin und 0,0002 % N-Methyltyramin nachgewiesen. Diese Substanzen zählen zu den β-Phenylethylaminen und sind Sympathomimetika, das heißt, sie wirken stimulierend auf das sympathische Nervensystem. Ein aus den Pflanzen hergestellter Extrakt wirkt antibiotisch.

## Nutzung
Obwohl Obregonia denegrii zu den manchmal als „Peyote“ bezeichneten Kakteenarten gezählt wird, enthält es kein Mescalin. Eine Nutzung zu zeremoniellen Zwecken, wie bei Lophophora williamsii, ist nicht bekannt. Einheimische sollen aus den Pflanzen ein Mittel gegen Rheuma herstellen.

## Gefährdung
In der ersten umfassenden Liste bedrohter Pflanzen von 1978 stufte die Weltnaturschutzunion IUCN Obregonia denegrii als  „Vulnerable“ (gefährdet) ein, oder möglicherweise sogar „Endangered“ (stark gefährdet). Als Gründe wurden das maßlose Sammeln und der illegale Export für den Verkauf im Gartenbauhandel angegeben. Auf Vorschlag der Vereinigten Staaten wird Obregonia denegrii seit dem 6. Juni 1981 in Anhang I des Washingtoner Artenschutz-Übereinkommens geführt. Im Ergebnis einer 1999 von CITES in Auftrag gegebenen Evaluierung des Gefährdungsgrades schlug Jonas Martin Lüthy 2001 vor, die Art in den CITES Anhang II zurückzustufen, da keine akute Gefährdung festzustellen sei. Mexiko widersprach diesem Vorschlag und berief sich auf das 1994 etablierte „Precautionary Principle“ (Vorsorgeprinzip), da die tatsächlich vorliegenden Daten nur unzureichend seien und sich widersprächen. In der Roten Liste gefährdeter Arten der IUCN wurde Obregonia denegrii 2002 erneut als „Vulnerable (VU)“, d. h. gefährdet, eingestuft. Untersuchungen aus dem Jahr 2010 bestätigten diesen Gefährdungsgrad. Seit dem Jahr 2013 wird die Art in der aktualisierten Liste der IUCN als „Endangered (EN)“, d. h. stark gefährdet, geführt.

## Nachweise